# Терноватое (Новониколаевский район)
Тернова́тое (укр. Тернувате) — посёлок, Терноватский поселковый совет, Новониколаевский район, Запорожская область, Украина.
Является административным центром Терноватского поселкового совета, в который, кроме того, входят сёла Заречное, Косовцево, Придорожное и ликвидированные сёла Николаевка, Зелёный Яр и Мирополь.

## Географическое положение
Посёлок городского типа Терноватое находится на расстоянии в 3 км от левого берега реки Гайчур, в 1 км от села Косовцево.
В 2 км от поселка находится зоопарк "Таврия".

## История
- 1889 год — дата основания как село Гайчур. В другом источнике, на 1892 год, указано что Гайчула[2] или Галчула — село Александровского уезда, Екатеринославской губернии, Российской империи при реке Галчуле. Около села в балке Глиняной находился пласт превосходной фарфоровой глины, имеющий до трёх саженей толщины. Под глиной кварцевой песок. В четырёх верстах от населённого пункта были каменоломни, в которых был найден порфир[3].

Во время Великой Отечественной войны в 1941—1943 селение находилось под немецкой оккупацией.
В 1946 году переименовано в село Терноватое. В 1957 году селу присвоено статус посёлок городского типа.
В 1989 году численность населения составляла 1 726 человек.
По состоянию на 1 января 2013 года численность населения составляла 1 430 человек.

## Экономика
- Гайчурский элеватор.
- «Гайчур», ООО.
- Гайчурская мебельная фабрика. (ликвидирована)

## Объекты социальной сферы
- Школа № 1.
- Школа № 2.
- Стадион.
- Детская площадка.
- Баскетбольная площадка.
- Парк.

## Транспорт
Через посёлок проходит железная дорога, станция Гайчур.

## Религия
- Женский монастырь апостола Иоанна Богослова.